# Алагир
Алагир (руски и осетски: Алаги́р) је индустријски град у Сјеверној Осетији-Аланији, аутономној републици у Русији. Налази се на западном делу реке Ардона, 54 km западно од главног града те републике, Владикавказа, на 43° 4′ N 44° 9′ E / 43.067° С; 44.150° И.
Број становника: 22.700 (2001)
Град је основао 1850, царевић Михаил Семјонович Воронцов, намесник Кавказа, недалеко од старовеког рудника сребра и олова у оближњем Алагирском кањону. Саграђен је као утврђено насеље око топионице и ускоро постаје велико рударско средиште. Градски статус добија 1938. године.
Алагирском привредом још увек превладава рударство, али је значајно и шумарство, прерађивачку индустрију и погоне за конзервирање.

## Становништво
Према прелиминарним подацима са пописа, у граду је 2010. живело становника, (%) више него 2002.
| 1939.  | 1959.  | 1970.  | 1979.  | 1989.  | 2002.  | 2010.  | 2013.  |
| ------ | ------ | ------ | ------ | ------ | ------ | ------ | ------ |
| 12.648 | 15.163 | 18.161 | 19.007 | 21.132 | 21 496 | 20.949 | 20 575 |